# The Eye of the Beholder
"The Eye of the Beholder" (oorspronkelijk getiteld "The Private World Of Darkness") is een aflevering van de Amerikaanse televisieserie The Twilight Zone. Het scenario werd geschreven door Rod Serling.

## Plot

### Opening
Suspended in time and space for a moment, your introduction to Miss Janet Tyler, who lives in a very private world of darkness, a universe whose dimensions are the size, thickness, length of a swath of bandages that cover her face. In a moment we'll go back into this room, and also in a moment we'll look under those bandages, keeping in mind, of course, that we're not to be surprised by what we see, because this isn't just a hospital, and this patient 307 is not just a woman. This happens to be the Twilight Zone, and Miss Janet Tyler, with you, is about to enter it.
— Rod Serling

### Verhaal
Janet Tyler heeft zojuist haar elfde operatie ondergaan in een wanhopige poging eruit te zien zoals iedereen. Haar hoofd is nog in verband gewikkeld en details van de operatie worden niet gegeven. Volgens de zuster en de dokter, wiens gezichten ook buiten beeld blijven, is ze niet normaal. De staat is een dictatuur waar uniformiteit vereist is: wie hier niet aan voldoet moet in een reservaat leven. Janet zet alles op alles om dat te vermijden en een normaal leven met een normale baan te hebben. Maar deze operatie is de laatste die haar wettelijk is toegestaan, als deze mislukt moet ze wel naar het reservaat. Janet Tyler protesteert maar de arts weigert hierop in te gaan, kritiek hebben op de staat is niet toegestaan.
Janet haalt de dokter over om het verband vroegtijdig te verwijderen zodat ze kunnen zien of het gelukt is. Nadat het verband is verwijderd, zegt de dokter dat er weer niets is gebeurd. Janets gezicht is onveranderd. Dan draait de camera zodat het publiek eindelijk de gezichten te zien krijgt: Janet is een (naar normale maatstaven) beeldschone vrouw, terwijl de dokter en alle andere aanwezigen vreselijk verminkt zijn (ze hebben allemaal grote wenkbrauwen, opgekrulde lippen en varkenssnuiten).
Geschokt door de mislukte operatie en het feit dat nog steeds "lelijk" is, vlucht Janet het ziekenhuis uit. Uiteindelijk ontmoet ze een knappe man die dezelfde "aandoening" heeft als zij. Hij neemt haar mee naar een gesloten gemeenschap waar zij en de anderen met hun aandoening kunnen wonen zonder dat hun "lelijkheid" iemand zal storen. Hij troost haar tevens met de woorden dat echte schoonheid van binnen zit.

### Slot
Now the questions that come to mind. Where is this place and when is it? What kind of world where ugliness is the norm and beauty the deviation from that norm? You want an answer? The answer is, it doesn't make any difference. Because the old saying happens to be true: Beauty is in the eye of the beholder, in this year or a hundred years hence, on this planet or wherever there is human life, perhaps out amongst the stars. Beauty is in the eye of the beholder. A lesson to be learned— in The Twilight Zone.
— Rod Serling

## Rolverdeling
- Maxine Stuart: Janet Tyler (onder het verband)
- Donna Douglas: Janet Tyler (zonder verband)
- William D. Gordon: Dokter
- Jennifer Howard: zuster
- Edson Stroll: Walter Smith

## Achtergrond
- Serling maakte een remake van deze aflevering voor zijn andere serie, Night Gallery. In die aflevering draait alles om een tienerjongen die als “lelijk” wordt gezien en daarom naar een planeet wordt verbannen waar iedereen eruitziet zoals hij.

- Toen Douglas Heyes de acteurs voor de aflevering moest selecteren, stond hij met zijn rug naar hen toe, zodat hij ze op hun stem kon beoordelen in plaats van op hun uiterlijk. De reden is dat in de eerste scènes het publiek de dokter en de zuster enkel te horen krijgt, maar hun gezichten nog niet ziet.

- De originele titel van de aflevering was "The Private World of Darkness."

- Een remake van de aflevering werd gemaakt in de 2002-2003 heropleving van de serie.